# Pelyněk pontický
Pelyněk pontický (Artemisia pontica) je řídce se vyskytující vytrvalá bylina, která se v minulosti používala jako léčivka hlavně na neduhy zažívacího ústrojí. Je to jeden z více než 15 druhů druhů rodu pelyněk, které v České republice rostou.

## Výskyt
Souvislý areál výskytu druhu se rozkládá od východu Rakouska, jižních oblastí Moravy, Polska a Slovenska přes Ukrajinu, Bulharsko, Rumunsko, Rusko (západní Sibiř) až po Kazachstán. V Čechách a Německu se nacházejí od sebe izolované arely, které jsou považovány za součást původního rozšíření. Za nepůvodní rostlinu je pelyněk pontický považován v Itálii, Francii, jižní Skandinávii a také v Severní Americe.
V Čechách roste hlavně v Českém středohoří, na Lounsku, Žatecku a v oblasti okolo řeky Ohře, ojediněle se vyskytuje v Českém krasu a ve východním Polabí. Na Moravě roste od Znojma po Brno a Vyškov a ve stepních partiích Bílých Karpat. Protože se pěstoval jako léčivá rostlina, je lidmi druhotně rozšířen i na jiných místech.

## Ekologie
Roste na plně osvětlených pozemcích ve vysýchavé půdě s vápenatým podložím a dostatkem živin, stejně jako na stanovištích ovlivněných lidskou činností. Jeho typické biotopy jsou travnaté stráně a teplomilné trávníky i mírně narušovaná místa, např. rumiště, úvozy a náspy silniční i železniční. Na místech, kde má vhodné růstové podmínky, se z oddenků dobře rozrůstá a vytváří husté polykormony.

## Popis
Pelyněk pontický je nezaměnitelný za jiný druh pelyňku rostoucí v české přírodě. Je to mírně aromatická vytrvalá rostlina, hemikryptofyt s plazivým oddenkem, z kterého obvykle vyrůstá více přímých lodyh. Lodyhy jsou 30 až 60 cm vysoké, nevětvené nebo pouze řídce v horní části, jsou krátce stříbřitě chlupaté a hustě olistěné. Přízemní listy v růžici i dolní lodyžní jsou řapíkaté, v obrysu trojúhelníkovité a téměř 5 cm dlouhé a 3,5 cm široké, bývají 2 až 3krát peřenosečné a na vrcholech mají špičky. Jejich úkrojky, ve třech až čtyřech párech, jsou téměř čárkovité a oboustranně šedoplstnaté. Horní listy jsou přisedlé a méně dělené.
Květní úbory s celokrajnými listeny jsou polokulovité až kulovité a bývají velké 2,5 až 4 mm. Jsou žlutozelené až nahnědlé, mají krátké převislé stopky a jsou seskupeny do jednostranných hroznů. Květy v úboru jsou žluté, ve středu jich bývá 30 až 40 oboupohlavných s trubkovitými korunami a po obvodě je 8 až 12  květů samičích. Téměř 3 cm velký dvouřadý zákrov má vnější listeny eliptické a vnitřní kopinaté se suchomázdřitým lemem. Květy rozkvétají od srpna do října, neprodukují nektar a jsou opylovány hlavně větrem. Plody jsou válcovité nažky bez chmýru a jsou necelý 1 mm dlouhé. Na stanovištích se rostliny rozšiřují rozrůstáním oddenků a do větších vzdáleností jsou nažky roznášeny větrem.

## Význam
Pelyněk pontický byl v minulosti používán v lidovém léčitelství, užívala se sušená nebo čerstvá nať i s květy na přípravu léčivých čajů. V současnosti je považován, společně s pelyňkem pravým, za nezbytnou ingredienci pro výrobu absintu.
Druh se běžně vysazuje do ozdobných skalek, suchých zídek, nádob a sušších záhonů s dalšími trvalkami na slunných stanovištích, kde je součástí kompozice, obvykle s jinými výraznými prvky. Ceněno je především olistění, habitus, šedavě zbarvené kompaktní trsy. Rozrůstá se do okolí.

## Pěstování
Vhodná pro začátečníky. Vyžaduje slunné stanoviště, snáší někdy i polostín. Vyhovuje mu nejlépe hlinitopísčitá propustná půda. Snese i poměrně chudé a suché stanoviště a běžné půdy, kyselé i zásadité.

## Ohrožení
Nyní je tento druh v české krajině na ústupu, jeho početní stavy klesají. Pro zajištění alespoň jeho základní ochrany byl zařazen v Červeném seznamu cévnatých rostlin ČR z roku 2012 mezi ohrožené druhy (C3).

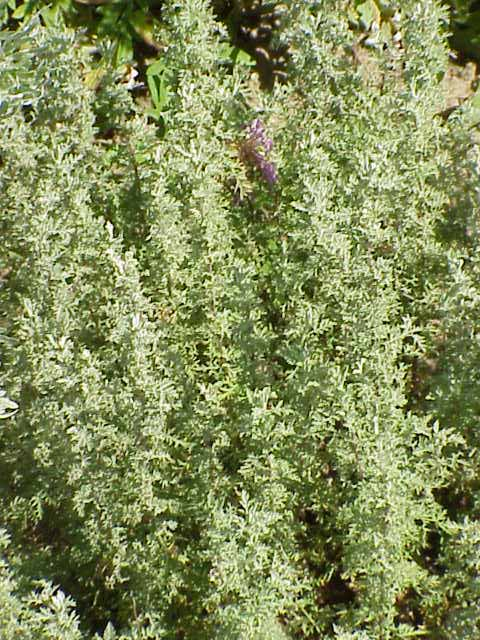
Porost pelyňku pontického
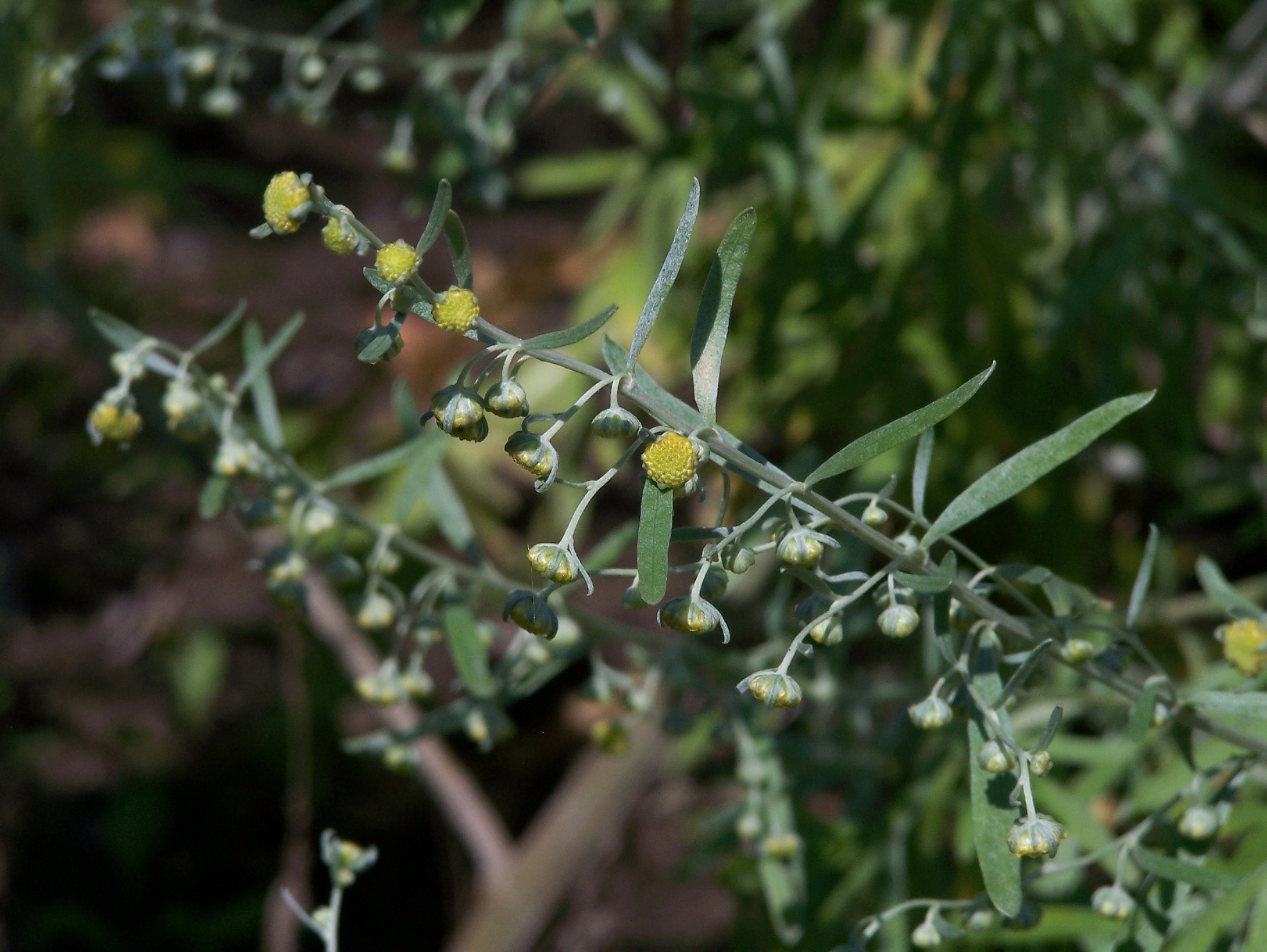
Nakvétající úbory